# Скопінцев Дмитро Володимирович
Дмитро Володимирович Скопінцев (рос. Дми́трий Влади́мирович Ско́пинцев, нар. 2 березня 1997, Воронеж, Росія) — російський футболіст, фланговий захисник московського «Динамо».

## Ігрова кар'єра

### Клубна
Дмитро Скопінцев починав займатися футболом у своєму рідному місті Воронеж. Пізніше він приєднався до футбольної академії московського «Динамо». Грав також за молодіжні команди пітерського «Зеніта» та німецького «РБ Лейпциг».
Але на дорослому рівні Скопінцев дебютував у складі австрійського клубу «Ліферінг», який також має відношення до системи «Ред Булл». У 2016 році футболіст повернувся до Росії, де підписав трирічний контракт з клубом «Ростов». 2017 рік захисник провів в оренді у клубі Першої ліги «Балтика», а на початку 2019 року остаточно залишив «Ростов», перейшовши у «Краснодар», де переважно виходив на заміни.
У січні 2020 року Скопінцев приєднався до московського «Динамо», де він починав на молодіжному рівні. Футболіст підписав з клубом контракт на 4,5 роки. У серпні 2022 року захисник продовжив дію контракту до 2027 року.

### Збірна
Дмитро скопінцев виступав за юнацькі збірні Росії. У 2017 році зіграв один матч у складі молодіжної збірної Росії.

## Титули
Динамо (М)
 Бронзовий призер Чемпіонату Росії: 2021/22